# Эрге
Эрге (груз. ერგე) — село в Грузии. Находится в Хелвачаурском муниципалитете Аджарии у слияния рек Чорохи и Джочосцкали, в 12 км от Батуми.
По результатам переписи 2014 года в селе проживало 569 человека, из них большинство грузины. Основной источник доходов населения — сельское хозяйство (цитрусы).
В селе имеется средняя школа и средневековая крепость.

## Промышленные предприятия села
На данный момент в Эрге работает животноводческая ферма, куда завезены коровы из Голландии. В ближайшем будущем планируется постройка завода по переработке молока.